# Şenol Can
Şenol Can (sinh ngày 3 tháng 4 năm 1983) là một cầu thủ bóng đá Bulgaria gốc Thổ Nhĩ Kỳ thi đấu ở vị trí hậu vệ trái cho câu lạc bộ Thổ Nhĩ Kỳ Gaziantepspor.